# ミハイル・パーヴロヴィチ・サーブリン
ミハイル・パーヴロヴィチ・サーブリン（ロシア語:Михаи́лъ Па́вловичъ Са́блинъミハイール・パーヴラヴィチュ・サーブリン）、またはムィハーイロ・パーウロヴィチ・サーブリン（ウクライナ語:Миха́йло Па́влович Са́блінムィハーイロ・パーウロヴィチュ・サーブリン、1869年7月17日 - 1920年10月17日）は、ロシア帝国出身の海軍軍人である。黒海艦隊の指揮官を務めた。最終階級は海軍中将で、ロシア革命後の一時期には、ロシアやウクライナの黒海艦隊司令官を務めた。ウクライナ・コサックのシャブリーイウ家の出身である。

## 概要

### 極東勤務
ミハイル・サーブリンは、1869年にクリミア半島の海軍都市セヴァストーポリで貴族の家庭に生まれた。父は、最終的に海軍中将となったパーヴェル・サーブリン（1839年 - 1914年）、母も将軍の娘、弟はのちに海軍少将となったニコライ・パーヴロヴィチ・サーブリンであった。
1890年には、海軍中等学校水雷科を卒業した。1897年には、水雷士官科を修了した。太平洋連合艦隊に配属され、1900年から1901年にかけては清に対する軍事行動に参加した。一等巡洋艦「ドミトリー・ドンスコイ」に乗艦し、義和団の乱に際して中国の要塞付近に敷設された機雷の掃海作業に従事した。

### 日露戦争
1902年にはサーブリンはバルト海へ戻り、1904年にはジノヴィー・ロジェストヴェンスキー提督の第2太平洋連合艦隊に配属された。艦隊装甲艦「オスリャービャ」に士官として乗艦した。
日本海海戦に参加したものの、オスリャービャは真っ先に連合艦隊の標的となった。攻撃を受けた艦が沈み始めたとき、サーブリンは艦の生存のための戦いの指揮を執った。しかし、艦内への海水の流入をとめることができず、沈没は避けられないと確信されたため、サーブリンは艦橋に上がって艦の沈没が不可避であることを報告した。負傷した艦長のウラジーミル・ベール海軍大佐は総員退艦を命じたが、自らは退去を拒絶した。14時40分、オスリャービャは左舷方向へ転覆し、数分後に沈没した。艦では23 名の士官、9 名の准士官、それに472 名の水兵が戦死した。救難に駆けつけた水雷艇「ブラーヴイ」、「ブーイヌイ」、「ブィーストルィイ」、曳船「スヴィーリ」によって376 名が海面から救出されたが、そのうち27 名は続く戦闘の中で戦死した。サーブリンはブラーヴイによって海面から救助され、負傷したものの、この戦いを生き延びた。

### 黒海艦隊
1905年から1906年にかけては、上級士官として練習船「ハバーロフスク」に乗り組んだ。対日戦争が終結すると、日本海から引き揚げて黒海に転勤した。1906年から1907年のあいだは、初めて艦長として水雷艇「ザヴィードヌィイ」に乗艦した。1907年から1909年のあいだは、航洋砲艦「ドネーツ」の艦長を務めた。
1909年から1911年のあいだは、黒海第5予備水雷艇隊の指揮官を務めた。1911年から1912年のあいだは、黒海水雷分艦隊第3水雷艇隊を指揮した。1912年9月6日には海軍大佐に昇任し、戦列艦「ロスチスラフ」の艦長に就任し、1914年までその任を務めた。
第一次世界大戦には水雷戦隊の司令官として参加し、数々の作戦に参加した。サールィチ岬の海戦では、第1分隊旗艦の艦隊水雷艇「グネーヴヌイ」に坐乗し、水雷戦隊を率いて敵の巡洋戦艦「ヤウズ・スルタン・セリム」に対する攻撃を指揮した。ロシア艦隊の旗艦、戦列艦「エフスターフィイ」が砲門を開くと、サーブリンは独断で水雷戦隊に突撃を命じた。しかし、彼の配下の艦隊水雷艇は鈍足で新型の巡洋戦艦に追いつくことができなかった。彼は追撃することのできた3 隻の艦隊水雷艇で巡洋戦艦を追いかけたが、それでも敵を射程内に捉えることができず、一方敵の砲火はサーブリンの戦隊を覆っていた。彼は、「1 隻が脱落すれば残る2 隻を率いて突撃する」、「皆が死ぬか、皆が生きるかだ」という信号を発したが、自殺的攻撃をアンドレイ・エベルガールト艦隊司令官は危険と判断し、中止命令を出した。これにより、サーブリンの水雷戦隊は敵艦に突入することなく帰還した。しかし、攻撃へ勇敢に参加した功績から、サーブリンは1914年12月にゲオルギー武器勲章を受章した。
1915年4月には海軍少将に昇任し、この年から1917年にかけて黒海機雷防衛長官を務めた。1916年には、海軍中将に昇任した。1916年7月21日付けで、第2戦列艦戦隊長に就任した。しかし、その率直で自分を曲げない性格が災いし、エベルガールト海軍中将に代わって黒海艦隊司令官に就任したアレクサンドル・コルチャーク海軍中将と作戦失敗の分析を巡って意見が対立してサーブリンは戦列艦戦隊長を辞任した。1916年10月31日付けの海軍大臣指令でバルト艦隊に転勤した。

### 革命
二月革命後は臨時政府の艦隊に勤務した。1917年7月21日には黒海艦隊に復帰し、すぐにアレクサンドル・ニョーミツ艦隊司令官の参謀長に任官した。ニョーミツはサーブリンを海軍中将へ推挙したが、これが実現するのは十月革命後のこととなった。しかも、その数日後にはボリシェヴィキは最高司令官本部を解体したため、サーブリン海軍中将の肩書きもたんに「海軍軍人」、あるいは「元海軍中将」となった。
1917年12月12日には、赤軍の黒海艦隊参謀長に就任した。しかし、その後は反士官キャンペーンが吹き荒れたこともあり、サーブリンは目立った働きをすることができなかった。
ウクライナ人民共和国と同盟した中央同盟国軍がブレスト＝リトフスク条約の条項に基づいてウクライナへ進攻を開始すると、サーブリンは黒海艦隊の代表として彼らとの交渉の矢面に立たされることとなった。1918年3月22日には、黒海艦隊のウクライナ人組織およびツェントロフロートとの協議により、労農黒海艦隊中央委員会（ツェントロフロート）は「サーブリン同志」を艦隊司令官に任命した。

### ドイツとウクライナ
1918年4月18日には、ペトロー・ボルボチャーン大佐に指揮されたウクライナ人民共和国軍がタヴリダ・ソビエト社会主義共和国への攻撃[クリミア作戦]を開始した。4月22日にはタヴリダ・ソビエト社会主義共和国の首都シンフェロポリがドイツ帝国軍に奪還され、残すはセヴァストーポリばかりとなった。迫り来るドイツ軍による攻撃を避けるため、黒海艦隊司令官サーブリンは「すべての船舶、クリミア半島にある港湾施設は、ウクライナ人民共和国の管轄下にあり。よって、必要箇所についてはすべて、ウクライナ国旗を掲揚すべし」とする宣言を発した。
一方、ウクライナから退却するボリシェヴィキは、艦船をノヴォロシースクへ回航すべしという要求を出した。当時、ノヴォロシースクにはボリシェヴィキが建てたクバーニ・ソヴィエト共和国が存在していた。ボリシェヴィキの要求と同時に、黒海艦隊のウクライナ人組織は司令部に対し、艦船がクリミアを去ることがないよう要望した。サーブリンは、艦隊をセヴァストーポリにとどめ、やがて来るウクライナ人民共和国政府の代表を迎えることにした。その後、黒海艦隊の赤軍部隊は各戦線で壊滅した。4月25日には、ボリシェヴィキは「革命の旗を降ろしてはならない」とする声明を発表した。
一方、ウクライナ軍と同盟してクリミアへ侵攻するドイツ帝国軍は、サーブリンを交渉相手として指名した。4月29日には、全艦隊会議が戦列艦「ヴォーリャ」艦上で開かれた。そこで各艦の代表者たちの大半は、全艦船と港湾がウクライナ国旗を掲揚すること、艦隊管理者にサーブリンを選出することを採択した。サーブリンは、艦隊が自分の命令にきちんと従うことを条件にこの申し出を承諾した。しかし、水雷戦隊は抗議の印として会議に出席せず、サーブリンに対してはノヴォロシースクへの出港の許可を要求した。サーブリンは水雷戦隊の出港を邪魔はしないが、深夜12時までに港は閉鎖されるであろうから、それまでに出港するよう助言した。
4月29日15時00分、サーブリン艦隊司令官は「ウクライナ黒海艦隊指揮に着任する」という信号を司令部艦「ゲオルギー・ポベドノーセツ」から発信した。16時00分には、サーブリン司令官は「艦隊にウクライナ国旗を掲揚せよ」とする命令を「ゲオルギー・ポベドノーセツ」のラジオステーションから発信した。そして、キエフのウクライナ中央ラーダへ「本日、セヴァストーポリ要塞およびセヴァストーポリにあった艦隊は、ウクライナ国旗を掲揚した。艦隊指揮にサーブリン提督は着手した」という電報を打った。これを受けて、黒海艦隊艦船の大半がウクライナ人民共和国の旗を掲げた。
23時30分頃、水雷戦隊はセヴァストーポリを出港した。それに対し、戦列艦「ヴォーリャ」と「スヴォボードナヤ・ロシア」が威嚇射撃を行い、水雷戦隊は魚雷攻撃と戦闘準備の脅しでこれに応じた。結局、「プロンジーテリヌイ」、「ケルチ」、「カリアークリヤ」以下14 隻の艦隊水雷艇、4 隻の輸送船、数隻の小型高速艇がノヴォロシースクへ向けて出港した。
その後、サーブリンはドイツ軍との交渉のためにドイツ軍司令部ならびに中央ラーダ軍司令部へ電報を打った。深夜12時近く、フェオドシヤからは代表団が出発した。
しかし、ここで艦隊がウクライナ側へ渡ることに関して同盟国のあいだで問題が生じた。ドイツ司令部は、ウクライナ中央ラーダはクリミアを放棄するという、ドイツおよびオーストリア＝ハンガリーとのあいだに交わされた和平署名の付帯条件に立脚し、クリミアからウクライナ人民共和国軍を撤収させる決定をした。その結果、ボルボチャーン大佐麾下のクリミア集団は半島から撤退を余儀なくされた。ドイツ軍は、単独でセヴァストーポリ攻略を開始した。
同じ日、ウクライナ人民共和国の首都キエフではヘーチマンの政変が起こって中央ラーダ政府が崩壊し、ウクライナ人民共和国に変わってウクライナ国が成立した。ドイツはウクライナ国と同盟したため、ウクライナ人民共和国への所属を宣言した黒海艦隊はすぐに「敵」となることになってしまった。
翌30日になると、すでにドイツ軍の一部部隊がセヴァストーポリへ姿を見せ始めていた。一方、遅ればせながらセヴァストーポリへ到着した代表団は、ドイツ軍司令官ローベルト・コーシュ将軍がセヴァストーポリ占領と黒海艦隊の自治権引渡しを断念することはあり得ず、艦隊の武装解除と人員解散を要求している、と報告した。艦隊は、ドイツの西部戦線終戦まで行動せずドイツ軍の監視下に置かれ、終戦後に完全な形でウクライナへ引き渡されるという。
一方、ドイツ軍が最後通牒を突きつけたという噂が瞬く間に艦隊中に広がった。艦船はウクライナ国旗や赤旗を下ろして「中立の」聖アンドレイ旗を掲げるべしという指示が飛び、22時までには出港の準備が整えられた。23時にはドイツ軍の砲撃が開始され、艦隊は沖合い停泊地に向けて出港しだした。しかし、湾に入った巡洋戦艦「ヤウズ・スルタン・セリム」ならびに防護巡洋艦「ハミディイェ」からなるドイツ・オスマン帝国艦隊からの砲撃によって多くの艦船は出港できず、ただ艦隊水雷艇「デールスキイ」と戦列艦「ヴォーリャ」ならびに「スヴォボードナヤ・ロシア」だけが出港に成功した。残る艦船は港へ引き返し、指揮官の命令によって破壊された。出港した艦は、アンドレイ旗の下、翌5月1日に目的地であるノヴォロシースクへ到着した。
ノヴォロシースクへ渡ったサーブリンは、クバーニ地方にて艦隊司令官の任に就いていた。しかし、その後、クバーニではクバーニ・コサックとドイツ軍が合同した全面的な反ボリシェヴィキ蜂起が発生した。それに関連し、サーブリンは6月9日から6月13日にかけて艦隊を沈めるべしというレーニンの指示書を受け取ったが、彼は艦隊を救うためモスクワへ出向いた。ソヴィエト政府は、サーブリンを逮捕監禁した。しかし、水兵らの助けによってサーブリンはロシアを脱出し、イギリスへ逃れた。そして、そこからクリミアへ戻ったが、それには大きな困難が伴った。というのも、ロシアの臨時最高統治者となったコルチャークが、サーブリンのロシアへの帰国と、とりわけ黒海艦隊への復帰をさせないよう手配したからであった。
ドイツ占領下のクリミアへ戻ったサーブリンは、ウクライナ国海軍の司令部の置かれていたセヴァストーポリにてウクライナ国ヘーチマン、パウロー・スコロパードシクィイの下で軍務に就いた。1918年8月にはセヴァストーポリ基地の長官と黒海水域港湾の長官に就任した。同時に、アントーン・デニーキン将軍の司令部海軍局に勤務した。

### 白軍司令官
1918年末には、南ウクライナは連合国の進駐軍によって掌握され、黒海艦隊艦艇もまた、連合国軍によって拿捕された。1919年初頭には、黒海船舶・港湾総指揮官に就任した。1919年3月25日で、無能を理由に更迭されたヴァシーリー・カーニン海軍大将にかわって南ロシア海軍司令官に就任した。しかし、カーニンがフランス海軍の下請けでしかなかったために南ロシア軍は独自の行動を取ることができない状態になっており、4月2日にはフランス側の都合の赤軍との取引によって南ロシア軍はセヴァストーポリからノヴォロシースクへ撤退させられることとなった。サーブリンがセヴァストーポリから連れ出せたのは、巡洋艦「カグール」や潜水艦「チュレーニ」など一部の艦船だけであった。彼はこの巡洋艦でノヴォロシースクへ向かいながら沿岸を巡視し、ロシア船舶が助けを必要としていないか監視しつつ数日を掛けて目的地へ移動した。
4月には、フランス海軍がセヴァストーポリから撤退するのに関連し、その管理下にあったセヴァストーポリの黒海艦隊艦船のほとんどはセヴァストーポリに接近した第2ウクライナ赤軍代表との取引により爆破処分された。一方、フランス提督の管理下にあったセヴァストーポリ軍港の管理権は南ロシア軍に返還され、4月19日にサーブリンはセヴァストーポリ軍港長官と黒海港湾長官に就任した。そして、この任を1920年2月1日まで務めた。1919年5月の時点で、義勇軍行動艦隊の保有する活動できる軍艦は巡洋艦「カグール」、艦隊水雷艇「ジヴォーイ」、河川砲艦「K-15」、潜水艦「チュレーニ」、通報船「ブーク」、第7号通報船、「グラーフ・イグナーチエフ」、2 隻の武装曳船「ポレーズヌイ」と「ニコライ・パーシチ」しかなかった。加えて、蒸気船「ツェサレーヴィチ・ゲオルギー」に3 門の砲を搭載し、補助巡洋艦「ゲオルギー」とした。サーブリンは、艦隊勢力の増強を目指して各地に放棄してある艦船を調査し、非武装船に武装を施すなどして次第に白色艦隊の力は増加していった。
1919年6月には、サーブリンはノヴォロシースクのデニーキン将軍の司令部の下に置かれた海軍局にあった。連合国はイスタンブールに黒海艦隊の主要艦船を持ち去っていたが、戦列艦「ヴォーリャ」や新しい艦隊水雷艇をはじめとするそれら艦船をデニーキン将軍の司令部に引き渡すことに合意した。6月17日には、南ロシアでの水兵叛乱の勃発によってフランスは戦闘への干渉をやめた。しかし、それでも白軍は赤軍を圧倒し、6月24日には赤軍司令部はセヴァストーポリを撤退し、黒海艦隊艦船は義勇軍に接収された。7月6日には南ロシア海軍黒海・アゾフ海港湾・船舶総指揮官サーブリン提督が彼の司令部とともに巡洋艦「カグール」に乗ってセヴァストーポリへ帰還した。1年ぶりに司令部艦「ゲオルギー・ポベドノーセツ」に戻ったサーブリンはそこに艦隊司令官旗を掲げ、セヴァストーポリはこの日から再び艦隊主要基地となった。
自分の艦隊を手に入れたサーブリンは、陸上部隊への支援作戦を中心とした軍事作戦を積極的に立案、遂行した。1919年夏にクリミア半島を奪還した際のアク＝マナーイ陣地の防衛戦や偵察、上陸作戦への支援、戦列艦「ゲネラール・アレクセーエフ」を主力とする白色艦隊と赤軍のオチャーキウ砲台との砲撃戦、ドニエプル＝ブーフ潟の突破作戦、ヘールソンとムィコラーイウの占領に際する歩兵部隊との協同作戦、オデッサへの上陸作戦といった、白軍が実施した多くの軍事作戦において、サーブリンはその比類なき能力を発揮した。白色黒海艦隊は設備や資金、燃料の不足から壊滅的な状況にあり、規模もかつてのそれとは比較にならないほど縮小されていて、あたかも日本海海戦かクリミア戦争後のロシア艦隊のような状況に陥っていたにも拘らず、サーブリン指揮下の艦隊は見事に陸上部隊を支援し、敵部隊を撃退したのである。
ところが、1919年8月20日にはサーブリンは艦隊司令官を解任され、ドミトリー・ネニューコフ海軍中将と交替した。これは、シベリアからパリ経由で送られた命令によるもので、最高統治者コルチャークがサーブリンの解任を求めたためであった。サーブリンも、また総司令官デニーキンもこれは陰謀であると感じていたが、結局サーブリンは更迭された。サーブリンは、かわりに港湾総指揮官に任官した。
1920年2月8日にはネニューコフ艦隊司令官が方針の違いと越権を理由にデニーキン総司令官によって更迭され、サーブリンが三度目の艦隊司令官の座に就いた。しかし、サーブリンが病のため、実質的にはネニューコフが任務を続けた。この時期、クリミアはヤーコフ・スラシチョフ将軍の活躍により何とか持ち堪えている状況であったが、サーブリン司令官は彼の部隊に協力して作戦を遂行していたものの、結局その率直な性格が災いして諍いが生じ、司令官職を解任された。2月17日付けで、艦隊司令官はアレクサンドル・ゲラシーモフ海軍中将に交替した。
しかし、3月22日に総司令官がピョートル・ヴラーンゲリ将軍に交替すると、ゲラーシモフ艦隊司令官は「人間は素晴らしいが、柔和で決断力に欠ける」ことを理由に更迭されることになった。4月19日には、サーブリンは艦隊司令官と南ロシア政府の事実上の海軍大臣であるロシア軍海軍局長に任命された。4月28日からはネニューコフが彼の代わりを務めた。その後、艦隊司令官の任はふたりのあいだでしばしば交替された。それでも、サーブリンはヴラーンゲリ総司令官の期待に応え、一連の新しい軍事作戦を支援し、その持ち前の毅然たる有能な提督ぶりを発揮した。彼の評価は高く、その病が刻一刻と彼の体を蝕んでいったにも拘らず、最後まで作戦遂行にかける意欲は衰えなかった。
1920年9月には肝癌が悪化し、10月12日に艦隊司令官は臨時にミハイル・ケドーロフ海軍中将に交代した。結局、サーブリンの病は癒されることはなく、1920年10月17日にケルチにて没した。セヴァストーポリに葬られた。
黒海艦隊司令官は同日付けで正式にケドーロフ海軍中将に交代した。彼はロシア艦隊を率いて永久に祖国をあとにしたが、それはサーブリンが生前、船団の亡命のために必要な石炭や燃料を確保しておいてくれたためにできたことであった。